# Giuseppe Gioeni
 (mars 2024).
Giuseppe Gioeni, né le 12 mai 1747 à Catane et mort le 6 décembre 1822 dans la même ville, est un naturaliste italien.

## Biographie
Giuseppe Gioeni naît à Catane le 12 mai 1747, de Francesco et d’Agata Buglio, de l’illustre descendance des Anouviens et des Aragonais. Il reçoit une éducation soignée, sous la direction du savant chanoine Vito Coco, qui lui fait aimer l’histoire naturelle. Gioeni devient l'un des plus célèbres naturalistes de son temps. Le philosophe abandonne tout système de création primitive et de reproduction des montagnes ; il se limite à l’examen des phénomènes de la nature. Il étudie notamment le mont Etna et la géologie de la Sicile, les différentes terres, les minières, les fleuves, les fontaines, les marais, les productions maritimes et les petites îles voisines. Gioeni devient l’ami de Déodat de Dolomieu lorsque celui-ci fait en 1781 un voyage en Italie et se rend en Sicile pour observer l’Etna et les volcans éteints. Le naturaliste français déclare dans ses écrits avoir une dette envers Gioeni, dont il a reçu des documents intéressants ; et que Gioeni seul, après avoir formé une précieuse collection de minéralogie et de productions volcaniques, a rédigé l’histoire de ce grand volcan, possédant sur cet objet toutes les connaissances nécessaires. Encouragé par Dolomieu, le naturaliste sicilien va à Naples, où le roi l'honore, et il est nommé professeur d’histoire naturelle à Catane. Avant de partir, il fait avec William Hamilton, accompagné d’autres savants, d’importantes observations sur le Vésuve et les champs Phlégréens ; et, tandis qu’il en examine les productions, il a le projet de faire un travail sur ce volcan pour le comparer à l’Etna ; mais, avant de le réaliser, il veut visiter de nouveau, avec son ami Dolomieu, l’Etna, les îles Éoliennes et toute la Sicile. Gioeni retourne ensuite à Naples ; il propose à Hamilton d’ajouter à son ouvrage un catalogue raisonné des productions volcaniques ; et, au bout de trois ans, l’ouvrage terminé paraît sous le titre Essai sur la lithologie du Vésuve (en italien), Naples, 1791, in-8°. Cet ouvrage, qui est traduit en plusieurs langues, précède un autre sur l’Etna, qu’il a préparé, mais qui reste inachevé en raison des guerres et des révolutions que traverse l'Italie. Il meurt le 6 décembre 1822. 
Tout au long de sa vie, Gioeni est l’ami d'Alberto Fortis et de Lazzaro Spallanzani, et membre de plusieurs sociétés savantes. Dans l’année 1824, on fonde en son honneur à Catane l’Académie qui porte son nom, comme il est prouvé par la collection intitulée Actes de l’Académie Gioenienne des sciences naturelles, dédiés à sa mémoire.